# Steirische Gesellschaft für Kulturpolitik
Die Steirische Gesellschaft für Kulturpolitik (GKP) ist ein Kulturverein in der Steiermark.

## Geschichte
Die Steirische Gesellschaft für Kulturpolitik wurde im Jahr 1977 von den SPÖ-Politikern Christoph Klauser und Alfred Stingl mit dem Ziel gegründet, sich dem „Landeskulturgeschehen von der Sozialdemokratie aus“ zuzuwenden.  Von Deutschland und Frankreich wehten zwar bereits Begriffe wie „Kultur für alle“ herein, in der Steiermark galt dies allerdings noch als Novum. Ein starker Antrieb war die vorher nicht einmal angedachte Ausleuchtung und Aufklärung der heuchlerischen „Verhaberung“ mit den Resten des verbrecherischen Dritten Reichs. Dazu kam auch die künstlerische Auseinandersetzung mit dem verzehrenden Arbeitsleben in der damaligen Industriegesellschaft.

## Ziele
Ziel der Gesellschaft ist kulturelles Engagement in vielfältigen Veranstaltungsformen mit Bezug auf grundsätzliche Fragen der Gesellschaft, wie das Rollenbild der Frau, Veränderungen in der Arbeitswelt, Gewalt und Krieg sowie europäische Entwicklungen.

## Präsident
- seit 2009 Kurt Flecker

## Geschäftsführerin
- 1977 bis 2017 Herbert Nichols-Schweiger
- seit 2020 Sandra Kocuvan

## Projekte (Auszug)
- "SPOTlight – Menschen sichtbar machen" (2020/2021)
- "Im Gespräch mit Frauen aus der Kunst- und Kulturszene". Eine virtuelle Gesprächsreihe (2021/2022)
- Ausstellung Marina Stiegler >>SHE<< (2021)
- ALPENSPRACHE ROHRMOOS – EIN POETISCHER DIALOG MIT FRIEDERIKE MAYRÖCKER UND ERNST JANDL (2021)[2]
- Ausstellung Karin Hojak-Talaber: Wir Klauberinnen (2021)[3]
- The Crown Quartet – "The Next Wave" (2021)[4]
- SPUR Von Mauern über Glück bis zu den Sternen (2021)[5]
- Frauen Solidarität – Online & offline (2021)[6]
- Ausstellung "Steirer*innen mit Migrationsgeschichte. So vielfältig können Lebenswege sein!" (2020)

## Publikationen
- Grenzfeste Deutscher Wissenschaft. Über Faschismus und Vergangenheitsbewältigung an der Universität Graz. Hrsg. Steirische Gesellschaft für Kulturpolitik, Verlag für Gesellschaftskritik, Wien 1985, ISBN 3-900351-45-7.
- 8. Mai 1945. Vorüber, aber nicht vorbei. Hrsg. Steirische Gesellschaft für Kulturpolitik, Leykam Buchverlagsgesellschaft m.b.H Nfg. & Co. KG, 2015, ISBN 978-3-7011-8000-4.
- Reanimation: Bringing art to new life outside of the museum. Hrsg. Steirische Gesellschaft für Kulturpolitik, Leykam Buchverlagsges.m.b.H. Nfg. & Co. KG, 2015, ISBN 3-7011-8001-6.
- Mehr als. Soziokulturelle Chancen seit 1977. Hrsg. Herbert Nichols-Schweiger und Christoph Klauser. Leykam Buchverlagsges.m.b.H. Nfg. & Co. KG, 2004, ISBN 3-7011-7484-9.
- Traktor. Das Standardwerk zur Beackerung der steirischen Kulturlandschaft. Hrsg. Steirische Gesellschaft für Kulturpolitik, Ritter Klagenfurt, 2019, ISBN 3-85415-604-9.